# فرانكي ساندرز
فرانكي ساندرز (بالإنجليزية: Frankie Sanders)‏ مواليد 23 يناير 1957 في دايتون، هو لاعب كرة سلة أمريكي سابق. بدأ مسيرته الاحترافية في سنة 1978. تم اختياره من قبل فريق سان أنطونيو سبرز خلال الدرافت. يبلغ طوله 6 قدم 6 بوصة (2.0 م). اعتزل اللعب في 1987.

## المسيرة الاحترافية
لعب مع سان أنطونيو سبرز في سنة 1978، ثم لعب مع بوسطن سيلتكس في سنة 1979، ثم لعب مع سكرامنتو كينغز في سنة 1981.

## روابط خارجية
- فرانكي ساندرز على موقع إن بي أي (الإنجليزية)
- فرانكي ساندرز على موقع سبورتس رفرنس (الإنجليزية)
- فرانكي ساندرز على موقع كلية كرة السلة في سبورتس رفرنس.كوم (الإنجليزية)
- فرانكي ساندرز على موقع ريلجم (الإنجليزية)
- فرانكي ساندرز على موقع بروبوليرز (الإنجليزية)